# Paseo de la Castellana
O Paseo de la Castellana, também chamado de Castellana, é uma das principais e mais largas avenidas de Madrid, capital da Espanha. Tem atualmente seis faixas de rodagem centrais e mais quatro laterais. Percorre a cidade entre a Plaza de Colón, e segue para norte até ao nó norte, onde se liga com à estrada M-30. O seu caminho corresponde ao curso de um antigo rio que por aí passava. No extremo sul liga-se ao Paseo de Recoletos, que por sua vez se une ao a junto ao Paseo del Prado (estes dos últimos são muitas vezes incluídos no Paseo de la Castellana, dizendo-se desta forma que a Castellana); estas três vias formam um eixo importante que percorre a cidade de norte a sul. É também ao longo do Paseo de la Castellana que se erguem os muitos edifícios do complexo financeiro de AZCA, o mais importante da cidade, e também, o recente complexo das Quatro Torres Business Area.
Estão também instalados ao longo da Castellana o Palácio Municipal de Exposições e Congressos de Madrid; em frente desse edifício fica o Estádio Santiago Bernabeu do clube de futebol Real Madrid. Há que destacar também o facto de a maioria dos edifícios dos ministérios se encontrarem nesta avenida, tal como algumas embaixadas.